# おはようクレヨン
「おはようクレヨン」は、1987年6月にNHKの『みんなのうた』で放送された曲。作詞・作曲・歌：谷山浩子、編曲：藤本敦夫。

## 概要
- 朝、クレヨンが飛び出して、様々な朝食を描くまでを歌った楽曲。
- 谷山はこの時期常連のシンガーソングライターで、他に「恋するニワトリ」どを自ら製作し歌った。
- アニメーションは、「トレロ カモミロ」「おふろのうた」などで知られる[要出典]加藤晃の担当。
- 赤：トマト、緑：レタス、青：皿、ピンク：テーブルクロス、白：ミルクのコップ、茶色：トースト、黄色：バター、オレンジ：マーマレード

## 再放送
- 1989年8月 - 9月
- 1990年6月 - 7月
- 1995年6月 - 7月：ラジオのみで実施。
- 1997年6月 - 7月
- 2000年8月 - 9月：ラジオのみで実施。
- 2004年8月 - 9月
- 2013年6月8日・7月6日（リクエスト）
- 2016年8月 - 9月
- 2018年8月 - 9月（お楽しみ枠）
- 2021年11月：テレビのみで行われ、ワンコーラス放送の「せんせ ほんまにほんま」と「怪盗夢之介」、フルコーラス放送の「小さな木の実」（1995年版）と合わせて放送。番組では曲に対する思い出のナレーションが添えられた。
- 2023年8月 - 9月

## カバー
- 山野さと子による日本コロムビア版カバー。多くの「みんなのうた」関連CDや幼児向けCDに収録されている。
- 松尾香によるキングレコード版カバー。1988年発売『NHKみんなのうた ベスト60』などに収録。
- 伊藤はる江によるアポロン版カバー。1987年発売『NHKみんなのうたより おはようクレヨン』などに収録。